# Isothiocyanate de méthyle
L'isothiocyanate de méthyle est un composé organique de formule semi-développée CH3-N=C=S et donc portant une fonction isothiocyanate. Il s'agit de l'ester méthylique de l'acide isothiocyanique. Il se présente sous le forme d'une poudre cristalline incolore qui est très toxique (fatale si inhalée ou par contact avec la peau) et puissamment lacrymogène. C'est un précurseur qui entre dans la synthèse de nombreux composés pharmaceutiques et pesticides et c'est ainsi le plus important des isothiocyanates organiques dans l'industrie.

## Synthèse
L'isothiocyanate de méthyle ou MITC est préparé industriellement via deux voies. La production mondiale en 1993 a été estimée à quatre millions de kg (4 Mkg).
La principale méthode implique le réarrangement thermique du thiocyanate de méthyle :
CH3S-C≡N  →  CH3N=C=S.
Il est également préparé par la réaction de la méthylamine avec le disulfure de carbone, suivie de l'oxydation du dithiocarbamate résultant avec du peroxyde d'hydrogène. Un procédé apparenté est utile pour préparer ce composé en laboratoire.
Du MITC se forme naturellement dans la dégradation enzymatique de la glucocapparine, un sucre modifié trouvé dans les câpres.

## Réaction
Une réaction caractéristique du MITC est de donner, avec des amines, des thiourées de méthyle :
CH3NCS + R2NH  →  R2NC(S)NHCH3.

D'autres nucléophiles réagissent indentiquement avec l'isothiocyanate de méthyle.

## Utilisation
- Des solutions de MITC sont utilisées en agriculture comme fumigant de sol, principalement pour la protection contre les champignons et les nématodes.
- MITC est un bloc de construction pour la synthèse des 1,3,4-thiadiazoles, qui sont des composés hétérocycliques utilisés comme herbicides. Des produits commerciaux en contenant comprennent Spike, Ustilan et Erbotan. Les produits pharmaceutiques bien connus préparés en utilisant du MITC comprennent Zantac et Tagamet.

## Sécurité
L'isothiocyante de méthyle est un gaz lacrymogène dangereux tout en étant toxique. Ainsi le LDLo oral pour les femmes est de 1 000 mg/kg incluant au niveau comportemental des changements dans l'activité moteur (test spécifique), des convulsions et/ou une action sur le seuil épileptogène, un coma.